# Erycibe aenea
Erycibe aenea är en vindeväxtart som beskrevs av David Prain. Erycibe aenea ingår i släktet Erycibe och familjen vindeväxter. Inga underarter finns listade i Catalogue of Life.

## Bildgalleri

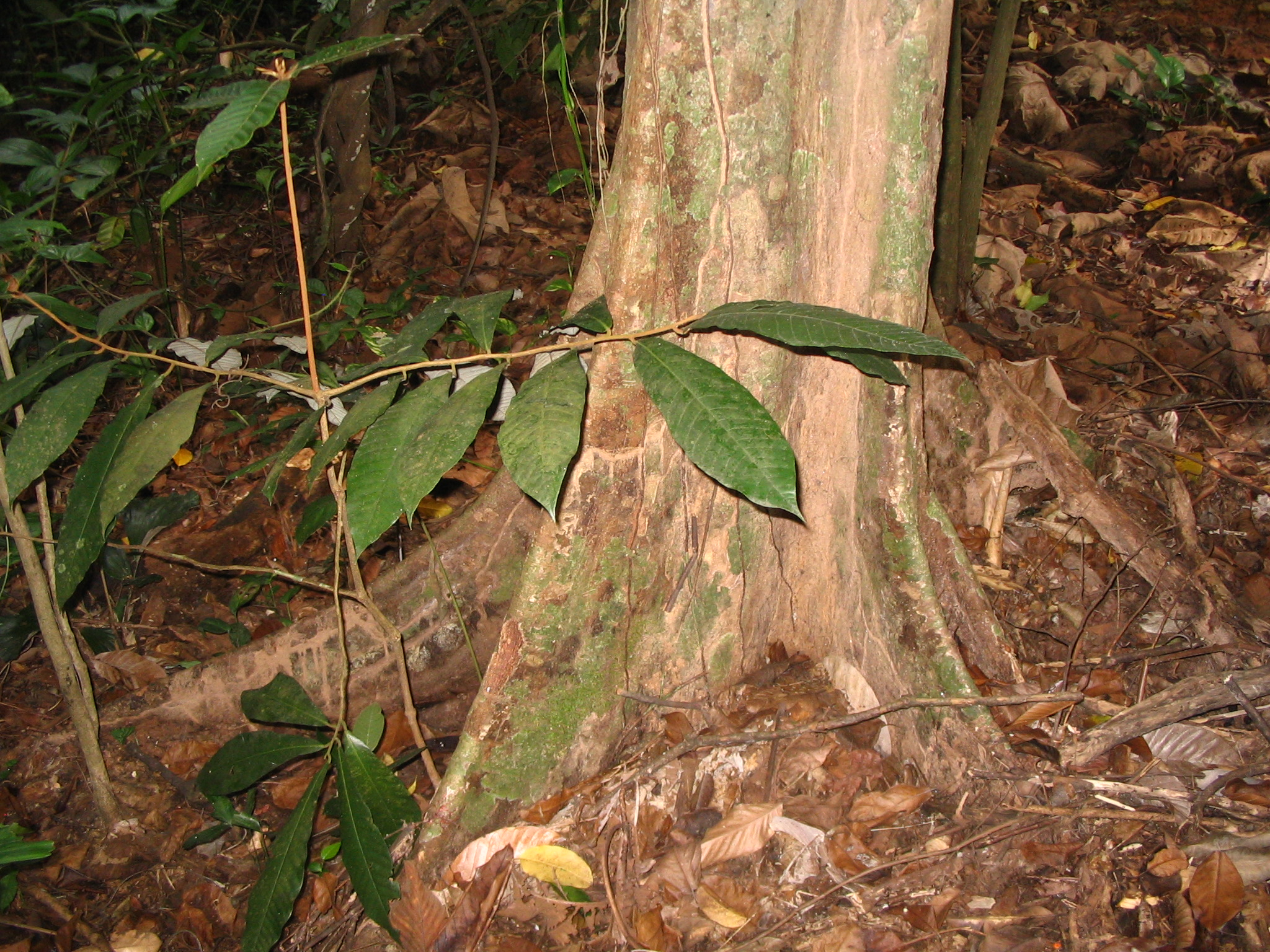
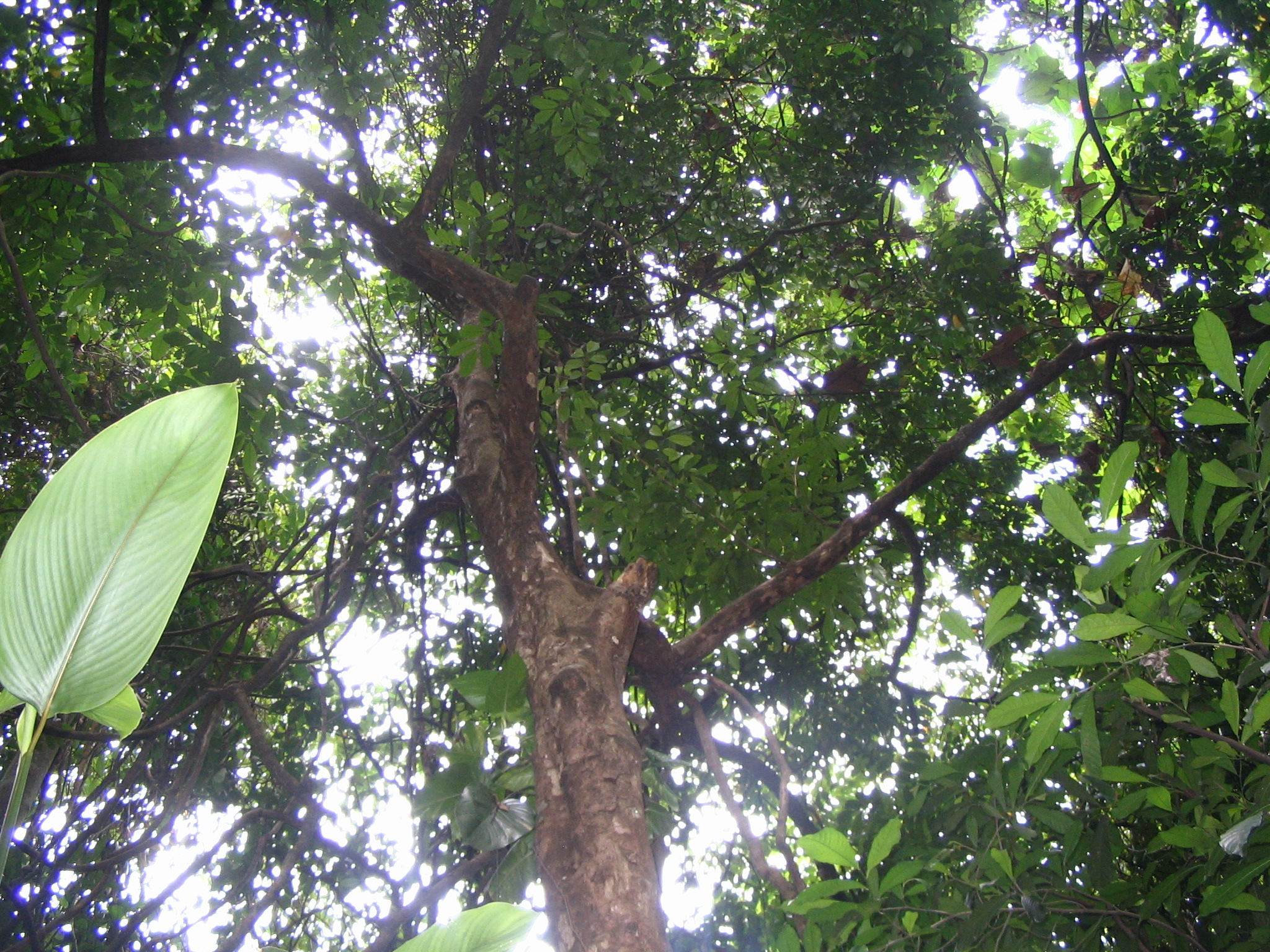